# Görvälnsbadet

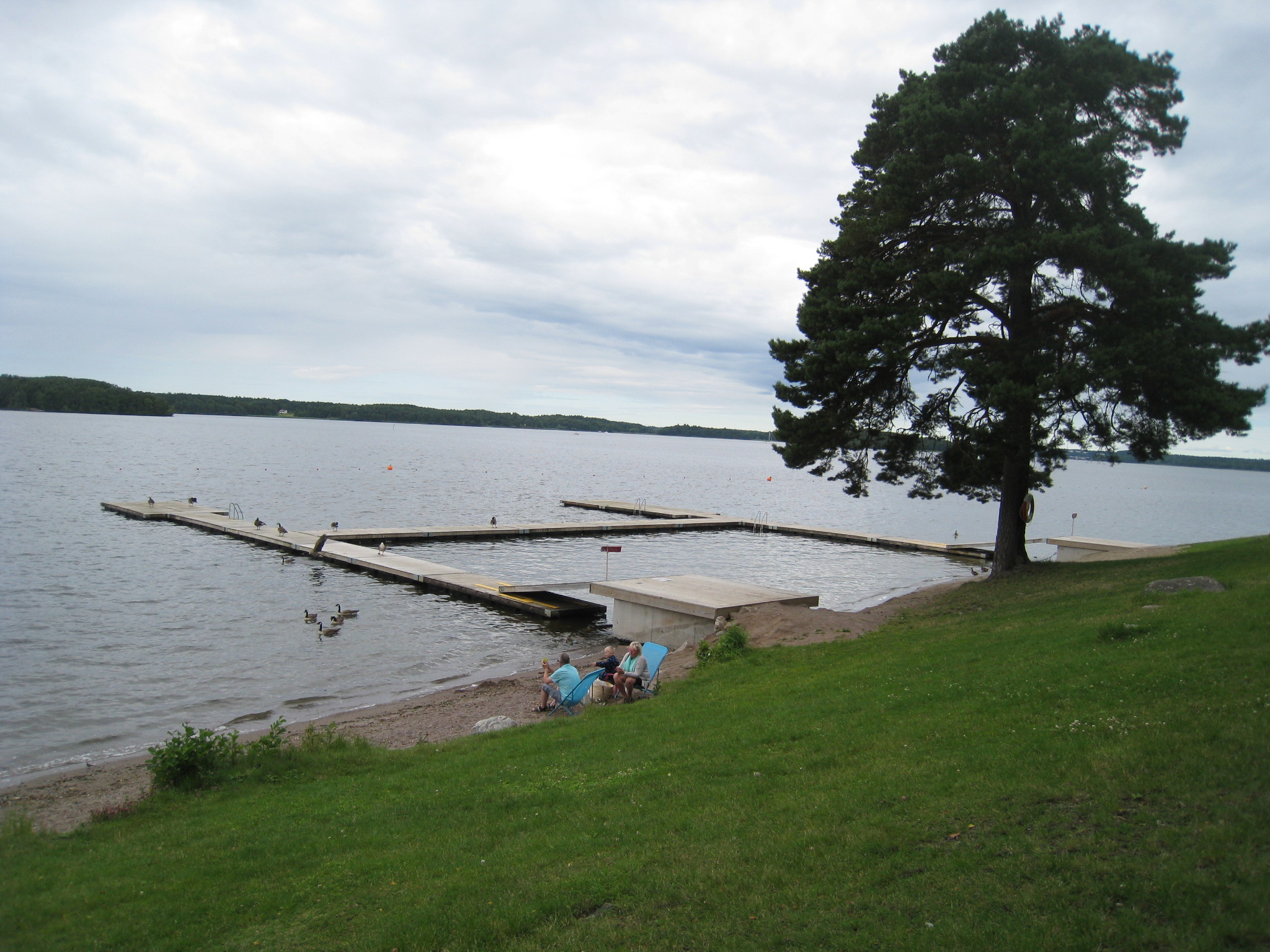
Görvälnsbadet 2015.

Görvälnsbadet är ett friluftsbad i Viksjö i Järfälla kommun i Stockholms län. Friluftsbadet ligger utmed Mälarens strand i Görvälns naturreservat cirka 5 km från Jakobsbergs centrum. Görvälnsbadet ligger vid Mälaren där Mälarvägen slutar vid en bilparkering och där finns det en stor parkeringsplats. Badet har stora ytor med gräsmattor och ligger i en sluttning ner mot vattnet och det är ett sandstrandsbad på cirka 200 meter. Kultur- och fritidsnämnden i Järfälla kommun ansvarar för skötsel och tillsyn av Görvälnsbadet. 

## Historik
Jakobsberg blev kommunens huvudort med 1960-talets stora utbyggnad, småhusområden växte upp i rask takt och Jakobsbergs Centrum invigdes. Genom Järfälla kommuns köp av marken kring Görvälns område 1963 förvandlades Görväln till ett friluftsområde och sedan 1995 ingår Görvälnsbadet i Görvälns naturreservat.
Görvälnsbadet var färdigbyggt 1960. Några år efter Görvälnsbadets iordningställande 1960 tillkom hopptorn och uteservering. Parkeringen fanns inte då, det tillkom några år senare. Parkeringen vid Görvälnsbadet anlades på åkermark, fuktig gräsmark och kärr och har planteringar med exotiska växter ur 1970-talssortimentet. Ett naturvårdsområde sträcker sig längs Mälarens strand ända från Hässelby till Kallhäll och ingår i Görvälns naturreservat.

## Stranden och service
Stranden är av sand och är cirka 200 meter lång. Under sommartid finns här badbryggor utlagda som ett H. Bara 5 m ut från stranden blir vattendjupet blir fort ca 1,5 - 2 m. I anslutning till Görvälnsbadet finns omklädningsrum, lekplats, gungor, beachvolleybollplan, grillplats, kanotuthyrning, dusch och toaletter samt skötrum och tillgängliga toaletter. Här finns också en caféteria, som är öppen under sommarmånaderna från juni till augusti. Vid serveringen finns också vattenklosetter.

## Kommunikationer
Från Jakobsbergs centrum går bussturer fram till badplatsen under sommartid, från omkring maj-juni till augusti (buss 552X). Görvälnsbadet är ändstation för buss 552X och där finns en vändplan för bussen. Nära badet finns parkeringsplatser.

## Bilder

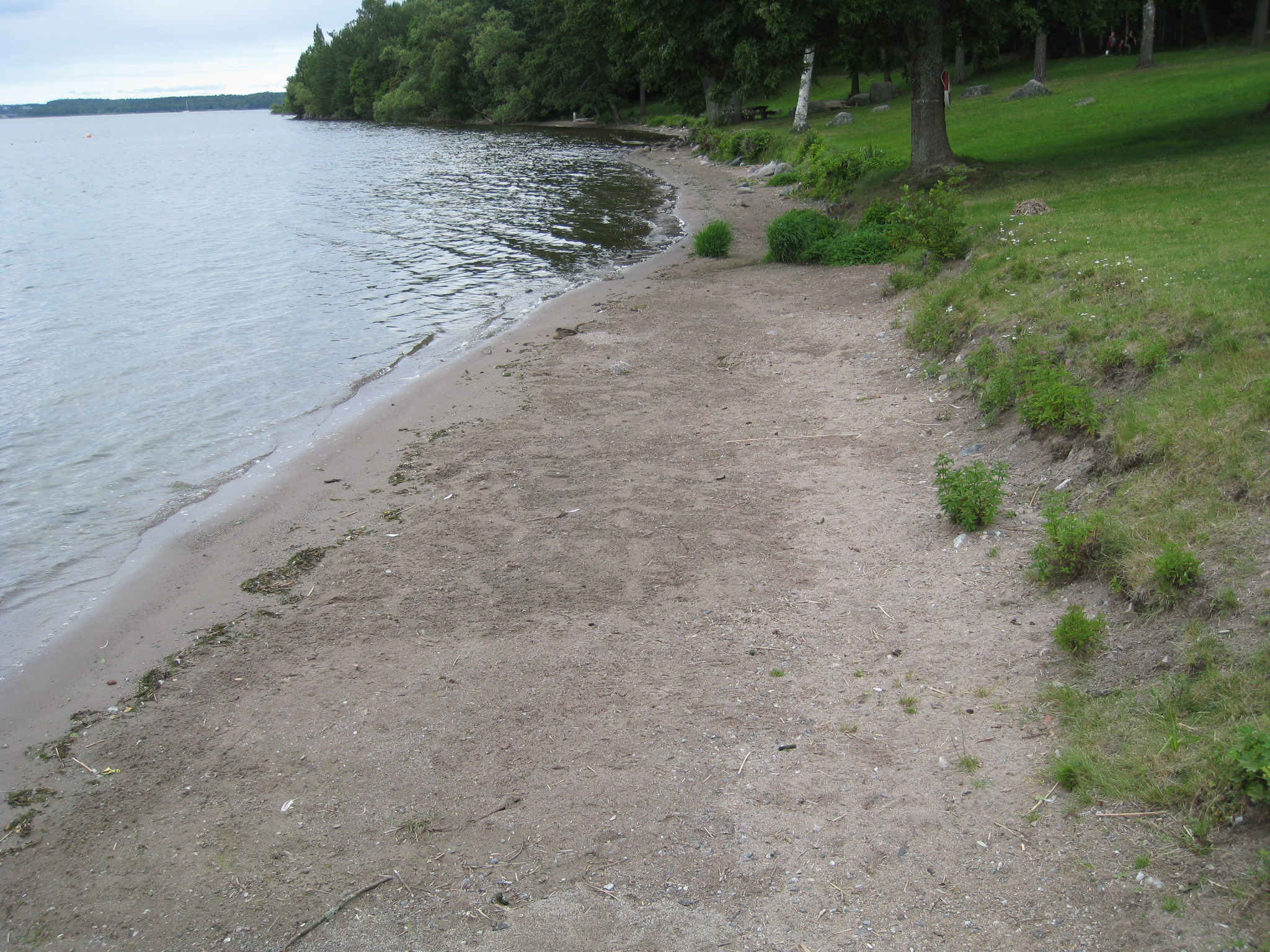
Sandstranden.
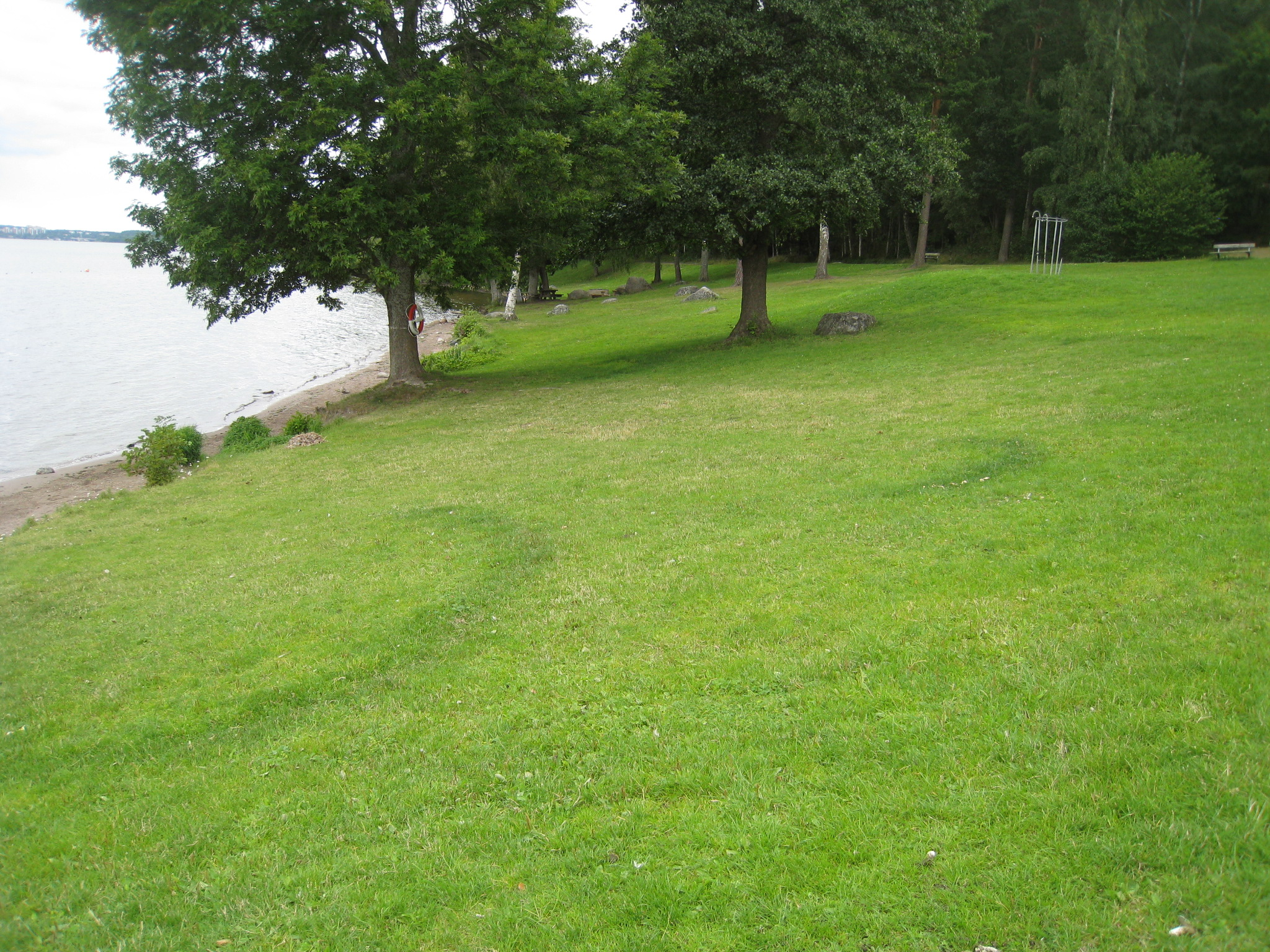
Gräsmattan.
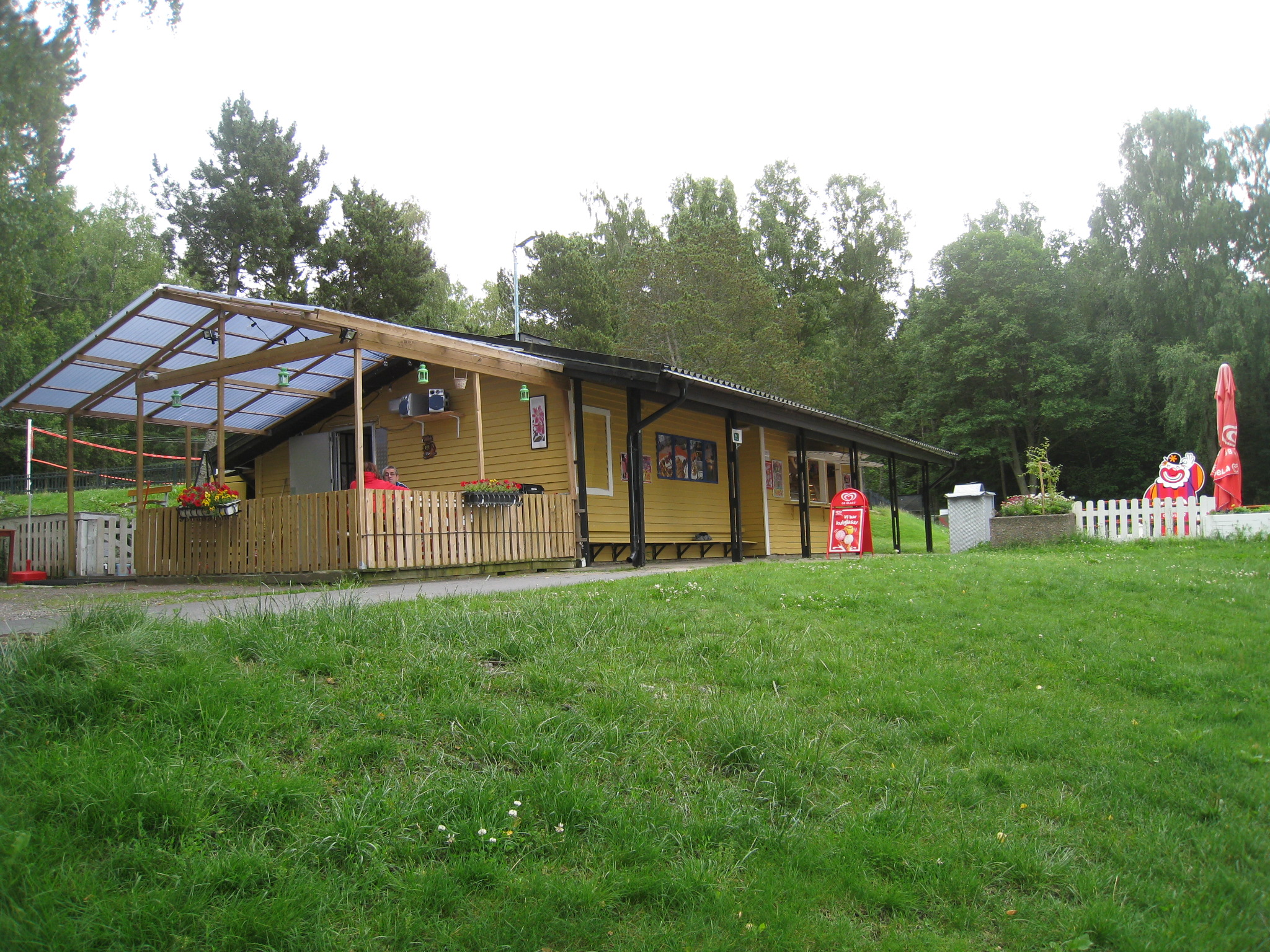
Uteserveringen.
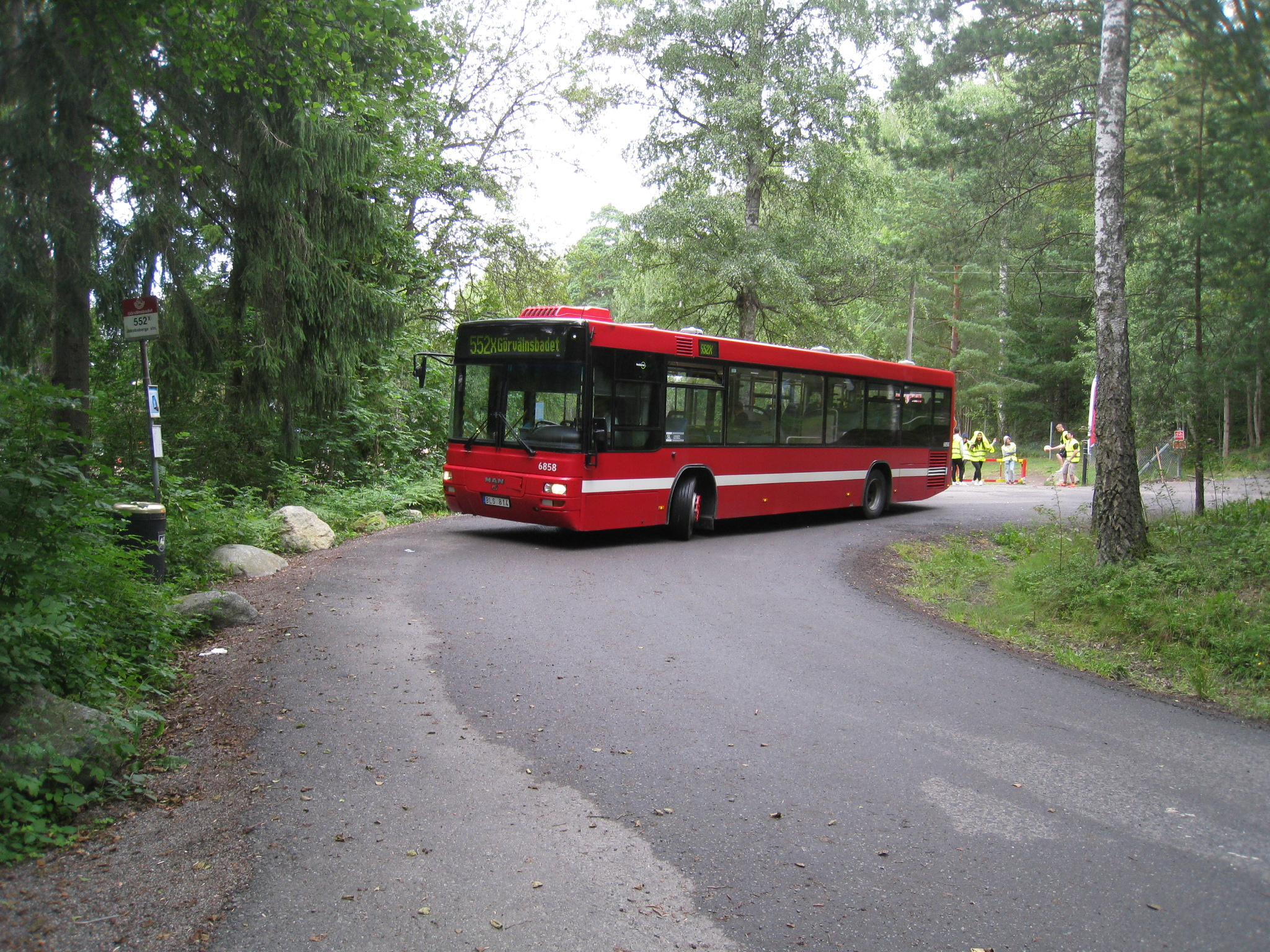
Busshållplatsen.
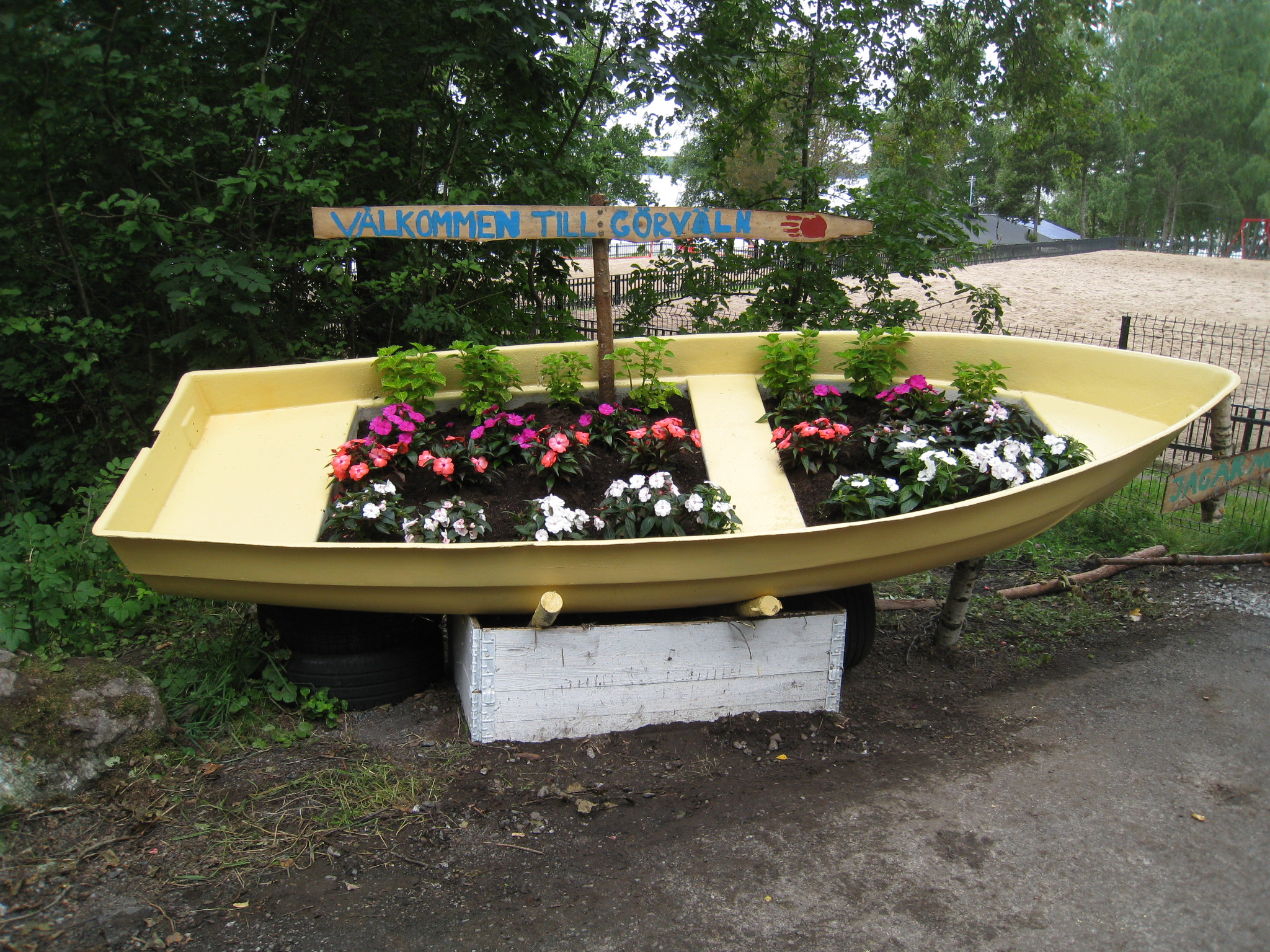
Entréplanteringen.